# Tige pituitaire
La tige pituitaire ou tige hypophysaire est une structure anatomique qui relie l'hypophyse à l'hypothalamus à l'arrière du chiasma optique. Structure vascularisée, elle permet d'acheminer l'ensemble des neurohormones sécrétées par les différents noyaux hypothalamiques (somatostatine, gonadolibérine, hormone thyréotrope, vasopressine, etc.) aux cellules de l'hypophyse qui, à leur tour, libèreront leurs propres hormones dans la circulation sanguine générale.
Une rupture de cette tige provoque de graves troubles hormonaux, intellectuels, physiologiques et comportementaux. Cette pathologie est appelée panhypopituitarisme.